# Адоні – Mezőszentgyörgy – Nagylengyel
Адоні – Mezőszentgyörgy – Nagylengyel – угорський трубопровід, споруджений для подачі природного газу до районів на північ від озера Балатон.
У 1974 році проклали трубопровід довжиною 67 км та діаметром 600 мм від Адоні (на трасі газопроводу Сегед – Адоні – Будапешт) до Papkeszi поблизу північно східного завершення Балатону. До 1980-го газопровід дотягнули до розташованого на захід від озера Nagylengyel, при цьому довжина виконаного в діаметрі 400 мм маршруту Papkeszi – Nagylengyel становила 132 км. Від Papkeszi також існує перемичка діаметром 400 мм до Pétfürdő, де знаходиться завод азотної хімії (отримав живлення ще в 1967-му через інше відгалуження від системи Сегед – Адоні – Будапешт).
Від траси Papkeszi – Nagylengyel, яка прямує північніше від Балатону, спорудили кілька відгалужень до міст північно-західної Угорщини:
- прокладена в 1976-му ділянка від Айки до Дьєра довжиною 68 км та діаметром 400 мм. При цьому з 1992-го до Дьєру вивели газопровід від Будапешту, а з 1996-го – інтерконектор з австрійською газотранспортною системою;
- прокладена в 1976-му ділянка від Janoshaza до Сомбатгею довжиною 44 км та діаметром 300 мм;
- прокладена в 1985-му ділянка від Janoshaza до Шопроні довжиною 81 км та діаметром 300 мм. У 1996-му до цього відгалуження в районі Репцелак під’єднали перемичку від інтерконектору з австрійською ГТС.
В районі Mezőszentgyörgy від траси відходить трубопровід до Надьканіжи, який забезпечує живлення районів на південь від озера Балатон.
Nagylengyel з 1986-го сполучений із підземним сховищем газу в Pusztaederics, для чого проклали перемичку довжиною 13 км та діаметром 400 мм (можливо відзначити що з тим же ПСГ сполучений і згаданий вище трубопровід Mezőszentgyörgy – Надьканіжа, для чого прокладена перемичка від Надьканіжи).
Від газопроводу, зокрема, отримує живлення ТЕС Айка.